# Malaconotus monteiri
A Malaconotus monteiri a madarak osztályának verébalakúak (Passeriformes) rendjébe és a bokorgébicsfélék (Malaconotidae) családjába tartozó faj.

## Rendszerezése
A fajt Richard Bowdler Sharpe angol zoológus és ornitológus írta le 1826-ban, a Laniarius nembe Laniarius monteiri néven.

## Alfajai
- Malaconotus monteiri monteiri (Sharpe, 1870)
- Malaconotus monteiri perspicillatus (Reichenow, 1894)[2]

## Előfordulása
Afrika délnyugati részén, Angola és Kamerun területén honos. Természetes élőhelyei a szubtrópusi vagy trópusi síkvidéki és hegyi esőerdők, valamint ültetvények. Állandó, nem vonuló faj.

## Megjelenése
Testhossza 27 centiméter.

## Természetvédelmi helyzete
Az elterjedési területe kicsi, egyedszáma 1000-6700 példány közötti és csökken. A Természetvédelmi Világszövetség Vörös listáján mérsékelten fenyegetett fajként szerepel.